# Coppa dell'Imperatore 2008
L'88ª edizione della Coppa dell'Imperatore, la coppa calcistica del Giappone, iniziò il 13 settembre 2008 e si concluse il 1º gennaio 2009 con la finale allo National Stadium di Tokyo. In qualità di campione, Gamba Osaka ha partecipato alla AFC Champions League 2009.

## Calendario
| Turno            | Data                                            | Incontri | Club         | Nuovi ingressi in questo turno                                                                |
| ---------------- | ----------------------------------------------- | -------- | ------------ | --------------------------------------------------------------------------------------------- |
| Primo turno      | 13 settembre 2008 14 settembre 2008             | 24       | 48 → 24      | 47 Vincitori delle Coppe Prefetturali 1 Vincitore della Coppa di Qualificazione Universitaria |
| Secondo turno    | 20 settembre 2008 21 settembre 2008             | 12       | 24 → 12      | -                                                                                             |
| Terzo turno      | 12 ottobre 2008                                 | 14       | 12+15+1 → 14 | 15 Squadre di J2 1 squadra di JFL sorteggiata                                                 |
| Quarto turno     | 2 novembre 2008 3 novembre 2008 5 novembre 2008 | 16       | 14+18 → 16   | 18 Squadre di J1                                                                              |
| Quinto turno     | 15 novembre 2008                                | 8        | 16 → 8       | -                                                                                             |
| Quarti di finale | 20 dicembre 2008                                | 4        | 8 → 4        | -                                                                                             |
| Semifinali       | 29 dicembre 2008                                | 2        | 4 → 2        | -                                                                                             |
| Finale           | 1º gennaio 2009                                 | 1        | 2 → 1        | -                                                                                             |

## Partecipanti

### J. League Divisione 1
- Consadole Sapporo
- Kashima Antlers
- Omiya Ardija
- Urawa Reds
- Kashiwa Reysol
- JEF United
- FC Tokyo
- Tokyo Verdy
- Kawasaki Frontale

- Yokohama F·Marinos
- Shimizu S-Pulse
- Júbilo Iwata
- Nagoya Grampus
- Albirex Niigata
- Kyoto Sanga
- Gamba Osaka
- Vissel Kōbe
- Oita Trinita

### J. League Divisione 2
- Vegalta Sendai
- Montedio Yamagata
- Mito HollyHock
- Thespa Gunma
- Yokohama FC
- Shonan Bellmare
- Gifu
- Ventforet Kofu

- Cerezo Osaka
- Sanfrecce Hiroshima
- Tokushima Vortis
- Ehime
- Avispa Fukuoka
- Sagan Tosu
- Roasso Kumamoto

### Japan Football League
- Tochigi

### Vincitore Coppa universitaria Primo Ministro
- Osaka Taidai

### Prefetture
- Dohto University (Hokkaidō)
- Aomori Yamada High School (Aomori)
- Grulla Morioka (Iwate)
- Sony Sendai (Miyagi)
- TDK (Akita)
- Yamagata University (Yamagata)
- Fukushima Utd (Fukushima)
- Ryutsu Keizai (Ibaraki)
- Tochigi Uva (Tochigi)
- Arte Takasaki (Gunma)
- Shobi University (Saitama)
- JEF Reserves (Chiba)
- Kokushikan Daigaku (Tokyo)
- Yokohama SCC (Kanagawa)
- Niigata Daigaku (Niigata)
- Kataller Toyama (Toyama)
- Zweigen Kanazawa (Ishikawa)
- Saurcos Fukui (Fukui)
- Yusuei FC (Yamanashi)
- Matsumoto Yamaga (Nagano)
- FC Gifu Second (Gifu)
- Honda (Shizuoka)
- Aichi Gakuin Daigaku (Aichi)
- Yokkaichi Daigaku (Mie)

- Sagawa Shiga (Shiga)
- Sagawa Printing (Kyoto)
- Hannan Daigaku (Osaka)
- Banditonce Kakogawa (Hyōgo)
- Nara Sangyo University (Nara)
- Kainan FC (Wakayama)
- Gainare Tottori (Tottori)
- Dezzolla Shimane (Shimane)
- Fagiano Okayama (Okayama)
- Fukuyama University (Hiroshima)
- Hitachi Kasado (Yamaguchi)
- Tokushima Vortis II (Tokushima)
- Kamatamare Sanuki (Kagawa)
- Ehime University (Ehime)
- Kochi University (Kochi)
- New Wave Kitakyushu (Fukuoka)
- Kyushu INAX (Saga)
- MHI Nagasaki (Nagasaki)
- Ōzu High School (Kumamoto)
- Nippon Bunri Daigaku (Oita)
- Honda Lock (Miyazaki)
- Volca Kagoshima (Kagoshima)
- Okinawa Kariyushi (Okinawa)

## Partite

### Primo turno
| 14 settembre 2008, ore 13:00 UTC+9 | Sagawa Printing | 7 – 1 referto | Aichi Gakuin University |  |

| 14 settembre 2008, ore 13:00 UTC+9 | Kainan FC | 0 – 2 referto | Ehime University |  |

| 14 settembre 2008, ore 13:00 UTC+9 | F.C. Gifu Second | 0 – 1 referto | Hannan University |  |

| 13 settembre 2008, ore 13:00 UTC+9 | Yokkaichi University | 1 – 3 referto | Honda |  |

| 13 settembre 2008, ore 17:00 UTC+9 | Saurcos Fukui | 2 – 1 (d.t.s.) referto | Nara Sangyo University |  |

| 14 settembre 2008, ore 13:00 UTC+9 | Niigata Daigaku | 1 – 5 referto | Matsumoto Yamaga |  |

| Okayama 13 settembre 2008, ore 13:00 UTC+9 | Fagiano Okayama | 6 – 0 referto | Hitachi Kasado | Momotaro Stadium |

| 14 settembre 2008, ore 13:00 UTC+9 | Fukuyama University | 0 – 3 referto | Volca Kagoshima |  |

| 13 settembre 2008, ore 13:00 UTC+9 | Banditonce Kakogawa | 0 – 1 referto | Kataller Toyama |  |

| 13 settembre 2008, ore 19:00 UTC+9 | Zweigen Kanazawa | 4 – 3 (d.t.s.) referto | Sagawa Shiga |  |

| 14 settembre 2008, ore 13:00 UTC+9 | Ryutsu Keizai University | 4 – 2 referto | Yokohama SCC |  |

| 14 settembre 2008, ore 13:00 UTC+9 | Yusuei FC | 0 – 10 referto | Sony Sendai |  |

| Sapporo 13 settembre 2008, ore 13:00 UTC+9 | Dohto University | 4 – 1 referto | Shobi University | Sapporo Atsubetsu Park Stadium |

| 14 settembre 2008, ore 13:00 UTC+9 | Fukushima United | 1 – 4 referto | Kokushikan University |  |

| 14 settembre 2008, ore 13:00 UTC+9 | Kyushu INAX | 1 – 3 referto | Okinawa Kariyushi |  |

| Kumamoto 14 settembre 2008, ore 13:00 UTC+9 | Otsu High School | 2 – 1 referto | Nippon Bunri University | KKWing Stadium |

| 14 settembre 2008, ore 14:00 UTC+9 | MHI Nagasaki S.C. | 3 – 0 referto | Dezzolla Shimane |  |

| Fukuoka 14 settembre 2008, ore 13:00 UTC+9 | New Wave Kitakyushu | 1 – 1 (d.t.s.) referto | Honda Lock | Level-5 stadium |

| 13 settembre 2008, ore 13:00 UTC+9 | Tokushima Vortis Second | 2 – 1 referto | Kochi University |  |

| 13 settembre 2008, ore 13:00 UTC+9 | Kamatamare Sanuki | 1 – 0 referto | Gainare Tottori |  |

| Utsunomiya 14 settembre 2008, ore 13:00 UTC+9 | Tochigi UVA | 2 – 0 referto | Aomori Yamada High School | Tochigi Green Stadium |

| 14 settembre 2008, ore 13:00 UTC+9 | Arte Takasaki | 0 – 2 referto | JEF United Reserves |  |

| 13 settembre 2008, ore 13:00 UTC+9 | TDK S.C. | 2 – 3 (d.t.s.) referto | Osaka Taidai |  |

| 13 settembre 2008, ore 13:00 UTC+9 | Grulla Morioka | 5 – 1 referto | Yamagata Daigaku |  |

### Secondo turno
| 21 settembre 2008, ore 13:00 UTC+9 | Sagawa Printing | 5 – 1 referto | Ehime University |  |

| 21 settembre 2008, ore 13:00 UTC+9 | Hannan University | 0 – 4 referto | Honda |  |

| 20 settembre 2008, ore 13:00 UTC+9 | Saurcos Fukui | 0 – 4 referto | Matsumoto Yamaga |  |

| Okayama 20 settembre 2008, ore 13:00 UTC+9 | Fagiano Okayama | 2 – 0 referto | Volca Kagoshima | Momotaro Stadium |

| 21 settembre 2008, ore 13:00 UTC+9 | Kataller Toyama | 1 – 2 referto | Zweigen Kanazawa |  |

| Hitachinaka 20 settembre 2008, ore 13:00 UTC+9 | Ryutsu Keizai University | 2 – 3 (d.t.s.) referto | Sony Sendai F.C. | Kasamatsu Stadium |

| Sapporo 21 settembre 2008, ore 13:00 UTC+9 | Dohto University | 1 – 6 referto | Kokushikan University | Sapporo Atsubetsu Park Stadium |

| Tosu 21 settembre 2008, ore 13:00 UTC+9 | Okinawa Kariyushi | 2 – 1 referto | Otsu High School | Tosu Stadium |

| 20 settembre 2008, ore 13:00 UTC+9 | MHI Nagasaki S.C. | 0 – 1 referto | New Wave Kitakyushu |  |

| 20 settembre 2008, ore 13:00 UTC+9 | Tokushima Vortis Second | 2 – 1 referto | Kamatamare Sanuki |  |

| 21 settembre 2008, ore 13:00 UTC+9 | Tochigi UVA | 2 – 1 referto | JEF United Reserves |  |

| 20 settembre 2008, ore 13:00 UTC+9 | Osaka Taidai | 3 – 0 referto | Grulla Morioka |  |

### Terzo turno
| Matsuyama 12 ottobre 2008, ore 13:00 UTC+9                                                 | Sagawa Printing | 1 – 2 referto                         | Ehime FC | Ningineer Stadium (1.569 spett.) |
| \| \| \| \| \| Shintaro Hirai 37’ \| Marcatori \| 42’ Yoshihiro Uchimura 64’ Susumu Oki \| |                 |                                       |          |                                  |
|                                                                                            |                 |                                       |          |                                  |
| Shintaro Hirai 37’                                                                         | Marcatori       | 42’ Yoshihiro Uchimura 64’ Susumu Oki |          |                                  |

| Tosu 12 ottobre 2008, ore 13:00 UTC+9                                                          | Sagan Tosu | 4 – 0 referto | Honda | Tosu Stadium (2.307 spett.) |
| \| \| \| \| \| Yasumichi Uchima 2’ Koji Hirose 57’ 67’ Keisuke Funatani 82’ \| Marcatori \| \| |            |               |       |                             |
|                                                                                                |            |               |       |                             |
| Yasumichi Uchima 2’ Koji Hirose 57’ 67’ Keisuke Funatani 82’                                   | Marcatori  |               |       |                             |

| Hiratsuka 12 ottobre 2008, ore 19:00 UTC+9                             | Shonan Bellmare | 1 – 1 (d.t.s.) referto | Matsumoto Yamaga | Hiratsuka Athletics Stadium (2.580 spett.) |
| \| \| \| \| \| Ryuta Hara 23’ \| Marcatori \| 26’ Michiaki Kakimoto \| |                 |                        |                  |                                            |
|                                                                        |                 |                        |                  |                                            |
| Ryuta Hara 23’                                                         | Marcatori       | 26’ Michiaki Kakimoto  |                  |                                            |

| Kōfu 12 ottobre 2008, ore 13:00 UTC+9              | Ventforet Kofu | 1 – 0 referto | Fagiano Okayama | Kose Sports Stadium (4.420 spett.) |
| \| \| \| \| \| Yohei Onishi 44’ \| Marcatori \| \| |                |               |                 |                                    |
|                                                    |                |               |                 |                                    |
| Yohei Onishi 44’                                   | Marcatori      |               |                 |                                    |

| Utsunomiya 12 ottobre 2008, ore 13:00 UTC+9                           | Tochigi   | 1 – 1 (d.t.s.) referto | Roasso Kumamoto | Tochigi Green Stadium (3.011 spett.) |
| \| \| \| \| \| Yuki Okada 81’ \| Marcatori \| 54’ Tomoaki Komorida \| |           |                        |                 |                                      |
|                                                                       |           |                        |                 |                                      |
| Yuki Okada 81’                                                        | Marcatori | 54’ Tomoaki Komorida   |                 |                                      |

| Toyama 12 ottobre 2008, ore 13:00 UTC+9             | Zweigen Kanazawa | 0 – 1 referto     | FC Gifu | Toyama Athletic Recreation Park Stadium (1.515 spett.) |
| \| \| \| \| \| \| Marcatori \| 83’ Shinya Aikawa \| |                  |                   |         |                                                        |
|                                                     |                  |                   |         |                                                        |
|                                                     | Marcatori        | 83’ Shinya Aikawa |         |                                                        |

| Ōsaka 12 ottobre 2008, ore 13:00 UTC+9       | Cerezo Osaka | 1 – 0 referto | Sony Sendai F.C. | Stadio Nagai (2.403 spett.) |
| \| \| \| \| \| Gilton 65’ \| Marcatori \| \| |              |               |                  |                             |
|                                              |              |               |                  |                             |
| Gilton 65’                                   | Marcatori    |               |                  |                             |

| Naruto 12 ottobre 2008, ore 13:00 UTC+9               | Tokushima Vortis | 0 – 1 (d.t.s.) referto | Kokushikan University | Naruto Athletic Stadium (1.174 spett.) |
| \| \| \| \| \| \| Marcatori \| 118’ Yuki Matsumoto \| |                  |                        |                       |                                        |
|                                                       |                  |                        |                       |                                        |
|                                                       | Marcatori        | 118’ Yuki Matsumoto    |                       |                                        |

| Yokohama 12 ottobre 2008, ore 13:00 UTC+9                                                  | Yokohama FC | 2 – 1 referto    | Okinawa Kariyushi | Mitsuzawa Stadium (2.358 spett.) |
| \| \| \| \| \| Tomoki Ikemoto 41’ Tsuyoshi Hakkaku 89’ \| Marcatori \| 37’ Masaki Saito \| |             |                  |                   |                                  |
|                                                                                            |             |                  |                   |                                  |
| Tomoki Ikemoto 41’ Tsuyoshi Hakkaku 89’                                                    | Marcatori   | 37’ Masaki Saito |                   |                                  |

| Sendai 12 ottobre 2008, ore 13:00 UTC+9                                | Vegalta Sendai | 2 – 0 referto | New Wave Kitakyushu | Sendai Stadium (6.357 spett.) |
| \| \| \| \| \| Yūki Nakashima 20’ Shinya Tanoue 89’ \| Marcatori \| \| |                |               |                     |                               |
|                                                                        |                |               |                     |                               |
| Yūki Nakashima 20’ Shinya Tanoue 89’                                   | Marcatori      |               |                     |                               |

| Maebashi 12 ottobre 2008, ore 13:00 UTC+9                          | Thespa Kusatsu | 2 – 0 referto | Tokushima Vortis Second | Shikishima Stadium (1.693 spett.) |
| \| \| \| \| \| Ryo Goto 48’ Yasunori Takada 66’ \| Marcatori \| \| |                |               |                         |                                   |
|                                                                    |                |               |                         |                                   |
| Ryo Goto 48’ Yasunori Takada 66’                                   | Marcatori      |               |                         |                                   |

| Fukuoka 12 ottobre 2008, ore 13:00 UTC+9              | Avispa Fukuoka | 0 – 1 (d.t.s.) referto | Mito HollyHock | Level-5 stadium (1.738 spett.) |
| \| \| \| \| \| \| Marcatori \| 114’ Yuki Matsumoto \| |                |                        |                |                                |
|                                                       |                |                        |                |                                |
|                                                       | Marcatori      | 114’ Yuki Matsumoto    |                |                                |

| Yamagata 12 ottobre 2008, ore 13:00 UTC+9                                                                       | Montedio Yamagata | 4 – 1 (d.t.s.) referto | Tochigi UVA | Yamagata Park Stadium (2.185 spett.) |
| \| \| \| \| \| Shogo Sakai 36’ Yōhei Toyoda 93’ 111’ Kohei Miyazaki 112’ \| Marcatori \| 54’ Shingo Tatesawa \| |                   |                        |             |                                      |
| |                   |                        |             |                                      |
| Shogo Sakai 36’ Yōhei Toyoda 93’ 111’ Kohei Miyazaki 112’                                                       | Marcatori         | 54’ Shingo Tatesawa    |             |                                      |

| Akita 12 ottobre 2008, ore 13:00 UTC+9                                                                                               | Osaka Taidai | 0 – 6 referto                                                                                      | Sanfrecce | Yabase Athletic Stadium (1.271 spett.) |
| \| \| \| \| \| \| Marcatori \| 15’ Tomoaki Makino 30’ 75’ Kōta Hattori 60’ Ryōta Moriwaki 86’ Issei Takayanagi 87’ Tatsuhiko Kubo \| |              | |           |                                        |
| |              | |           |                                        |
| | Marcatori    | 15’ Tomoaki Makino 30’ 75’ Kōta Hattori 60’ Ryōta Moriwaki 86’ Issei Takayanagi 87’ Tatsuhiko Kubo |           |                                        |

### Quarto turno
| Saitama 3 novembre 2008, ore 13:00 UTC+9           | Urawa Reds | 1 – 0 (d.t.s.) referto | Ehime FC | Urawa Komaba Stadium (16.724 spett.) |
| \| \| \| \| \| Robson Ponte 96’ \| Marcatori \| \| |            |                        |          |                                      |
|                                                    |            |                        |          |                                      |
| Robson Ponte 96’                                   | Marcatori  |                        |          |                                      |

| Yokohama 2 novembre 2008, ore 13:00 UTC+9          | Yokohama F. Marinos | 1 – 0 referto | Consadole Sapporo | Mitsuzawa Stadium (5.728 spett.) |
| \| \| \| \| \| Shingō Hyōdō 70’ \| Marcatori \| \| |                     |               |                   |                                  |
|                                                    |                     |               |                   |                                  |
| Shingō Hyōdō 70’                                   | Marcatori           |               |                   |                                  |

| Ōita 5 novembre 2008, ore 19:00 UTC+9                 | Oita Trinita | 0 – 2 referto       | Sagan Tosu | Ōita Stadium (5.512 spett.) |
| \| \| \| \| \| \| Marcatori \| 28’ 52’ Koji Hirose \| |              |                     |            |                             |
|                                                       |              |                     |            |                             |
|                                                       | Marcatori    | 28’ 52’ Koji Hirose |            |                             |

| Kōbe 2 novembre 2008, ore 13:00 UTC+9                                                                                                  | Matsumoto Yamaga | 0 – 8 referto                                                                                        | Vissel Kobe | Stadio del Parco Misaki (3.268 spett.) |
| \| \| \| \| \| \| Marcatori \| 13’ Takayuki Yoshida 29’ Hideo Tanaka 50’ 84’ Leandro 63’ 73’ 75’ Keisuke Kurihara 65’ Yoshito Ōkubo \| |                  | |             |                                        |
| |                  | |             |                                        |
| | Marcatori        | 13’ Takayuki Yoshida 29’ Hideo Tanaka 50’ 84’ Leandro 63’ 73’ 75’ Keisuke Kurihara 65’ Yoshito Ōkubo |             |                                        |

| Suita 16 novembre 2008, ore 13:00 UTC+9                                                | Gamba Osaka | 2 – 1 (d.t.s.) referto | Ventforet Kofu | Osaka Expo '70 Stadium (3.694 spett.) |
| \| \| \| \| \| Satoshi Yamaguchi 80’ Hayato Sasaki 104’ \| Marcatori \| 1’ Maranhao \| |             |                        |                |                                       |
|                                                                                        |             |                        |                |                                       |
| Satoshi Yamaguchi 80’ Hayato Sasaki 104’                                               | Marcatori   | 1’ Maranhao            |                |                                       |

| Iwata 2 novembre 2008, ore 13:00 UTC+9                                                                        | Júbilo Iwata | 3 – 1 referto   | Tochigi | Yamaha Stadium (4.088 spett.) |
| \| \| \| \| \| Takahiro Kawamura 43’ Masashi Nakayama 69’ Yoshiaki Ōta 72’ \| Marcatori \| 66’ Yusuke Sato \| |              |                 |         |                               |
| |              |                 |         |                               |
| Takahiro Kawamura 43’ Masashi Nakayama 69’ Yoshiaki Ōta 72’                                                   | Marcatori    | 66’ Yusuke Sato |         |                               |

| Toyota 2 novembre 2008, ore 13:00 UTC+9            | Nagoya Grampus | 1 – 0 referto | FC Gifu | Stadio Toyota (7.597 spett.) |
| \| \| \| \| \| Maya Yoshida 89’ \| Marcatori \| \| |                |               |         |                              |
|                                                    |                |               |         |                              |
| Maya Yoshida 89’                                   | Marcatori      |               |         |                              |

| Saitama 2 novembre 2008, ore 13:00 UTC+9            | Omiya Ardija | 1 – 0 referto | Cerezo Osaka | NACK5 Stadium (3.574 spett.) |
| \| \| \| \| \| Klemen Lavrič 61’ \| Marcatori \| \| |              |               |              |                              |
|                                                     |              |               |              |                              |
| Klemen Lavrič 61’                                   | Marcatori    |               |              |                              |

| Kashima 2 novembre 2008, ore 13:00 UTC+9                                                     | Kashima Antlers | 2 – 2 (d.t.s.) referto           | Kokushikan University | Kashima Stadium (5.286 spett.) |
| \| \| \| \| \| Danilo 43’ Marquinhos 74’ \| Marcatori \| 39’ Dai Takahashi 59’ Kota Amano \| |                 |                                  |                       |                                |
|                                                                                              |                 |                                  |                       |                                |
| Danilo 43’ Marquinhos 74’                                                                    | Marcatori       | 39’ Dai Takahashi 59’ Kota Amano |                       |                                |

| Shizuoka 5 novembre 2008, ore 13:00 UTC+9            | Shimizu S-Pulse | 1 – 0 referto | JEF United | Nihondaira Sports Stadium (4.214 spett.) |
| \| \| \| \| \| Shinji Okazaki 89’ \| Marcatori \| \| |                 |               |            |                                          |
|                                                      |                 |               |            |                                          |
| Shinji Okazaki 89’                                   | Marcatori       |               |            |                                          |

| Niigata 2 novembre 2008, ore 13:00 UTC+9                        | Albirex Niigata | 2 – 0 referto | Yokohama FC | Niigata Stadium (7.607 spett.) |
| \| \| \| \| \| Alessandro 18’ Jun Uchida 20’ \| Marcatori \| \| |                 |               |             |                                |
|                                                                 |                 |               |             |                                |
| Alessandro 18’ Jun Uchida 20’                                   | Marcatori       |               |             |                                |

| Chōfu 2 novembre 2008, ore 13:00 UTC+9                                        | FC Tokyo  | 2 – 1 referto         | Vegalta Sendai | Ajinomoto Stadium (10.528 spett.) |
| \| \| \| \| \| Sōta Hirayama 19’ 89’ \| Marcatori \| 72’ Takayuki Nakahara \| |           |                       |                |                                   |
|                                                                               |           |                       |                |                                   |
| Sōta Hirayama 19’ 89’                                                         | Marcatori | 72’ Takayuki Nakahara |                |                                   |

| Kashiwa 2 novembre 2008, ore 13:00 UTC+9              | Kashiwa Reysol | 1 – 0 referto | Thespa Kusatsu | Kashiwa no Ha Park Stadium (4.569 spett.) |
| \| \| \| \| \| Minoru Suganuma 83’ \| Marcatori \| \| |                |               |                |                                           |
|                                                       |                |               |                |                                           |
| Minoru Suganuma 83’                                   | Marcatori      |               |                |                                           |

| Kyōto 2 novembre 2008, ore 13:00 UTC+9                                                   | Mito HollyHock | 0 – 3 referto                                          | Kyoto Sanga | Nishikyogoku Athletic Stadium (2.802 spett.) |
| \| \| \| \| \| \| Marcatori \| 11’ Jun Ando 46’ Yasumasa Nishino 47’ Takenori Hayashi \| |                |                                                        |             |                                              |
|                                                                                          |                |                                                        |             |                                              |
|                                                                                          | Marcatori      | 11’ Jun Ando 46’ Yasumasa Nishino 47’ Takenori Hayashi |             |                                              |

| Kawasaki 3 novembre 2008, ore 13:00 UTC+9                                                                 | Kawasaki Frontale | 3 – 1 referto     | Montedio Yamagata | Todoroki Athletics Stadium (8.221 spett.) |
| \| \| \| \| \| Hiroyuki Taniguchi 19’ Vitor Júnior 43’ Renatinho 56’ \| Marcatori \| 9’ Hidenori Ishii \| |                   |                   |                   |                                           |
| |                   |                   |                   |                                           |
| Hiroyuki Taniguchi 19’ Vitor Júnior 43’ Renatinho 56’                                                     | Marcatori         | 9’ Hidenori Ishii |                   |                                           |

| Kita 2 novembre 2008, ore 13:00 UTC+9                  | Tokyo Verdy | 0 – 1 referto        | Sanfrecce | Nishigaoka National Stadium (5.411 spett.) |
| \| \| \| \| \| \| Marcatori \| 89’ Issei Takayanagi \| |             |                      |           |                                            |
|                                                        |             |                      |           |                                            |
|                                                        | Marcatori   | 89’ Issei Takayanagi |           |                                            |

### Quinto turno
| Marugame 15 novembre 2008, ore 13:00 UTC+9                                                                         | Urawa Reds | 2 – 2 (d.t.s.) referto          | Yokohama F. Marinos | Marugame Stadium (10.303 spett.) |
| \| \| \| \| \| Sergio Ariel Escudero 43’ Satoshi Horinouchi 47’ \| Marcatori \| 5’ Kenta Kanō 20’ Hayuma Tanaka \| |            |                                 |                     |                                  |
| |            |                                 |                     |                                  |
| Sergio Ariel Escudero 43’ Satoshi Horinouchi 47’                                                                   | Marcatori  | 5’ Kenta Kanō 20’ Hayuma Tanaka |                     |                                  |

| Kōbe 15 novembre 2008, ore 13:00 UTC+9                                                                                                  | Sagan Tosu | 5 – 2 referto                        | Vissel Kobe | Stadio del Parco Misaki (2.856 spett.) |
| \| \| \| \| \| Yoshihito Fujita 1’ 57’ Yoshiki Takahashi 9’ Koji Hirose 36’ 52’ \| Marcatori \| 46’ Hiroyuki Kōmoto 80’ Park Kang-Jo \| |            |                                      |             |                                        |
| |            |                                      |             |                                        |
| Yoshihito Fujita 1’ 57’ Yoshiki Takahashi 9’ Koji Hirose 36’ 52’                                                                        | Marcatori  | 46’ Hiroyuki Kōmoto 80’ Park Kang-Jo |             |                                        |

| Iwata 26 novembre 2008, ore 19:00 UTC+9                                                                         | Júbilo Iwata | 1 – 3 referto                                               | Gamba Osaka | Yamaha Stadium (2.648 spett.) |
| \| \| \| \| \| Norihiro Nishi 1’ \| Marcatori \| 15’ Hayato Sasaki 55’ Satoshi Yamaguchi 74’ Masato Yamazaki \| |              |                                                             |             |                               |
| |              |                                                             |             |                               |
| Norihiro Nishi 1’                                                                                               | Marcatori    | 15’ Hayato Sasaki 55’ Satoshi Yamaguchi 74’ Masato Yamazaki |             |                               |

| Saitama 15 novembre 2008, ore 13:00 UTC+9                                | Omiya Ardija | 1 – 2 referto        | Nagoya Grampus | NACK5 Stadium (4.371 spett.) |
| \| \| \| \| \| Tomoya Uchida 25’ \| Marcatori \| 2’ 34’ Frode Johnsen \| |              |                      |                |                              |
|                                                                          |              |                      |                |                              |
| Tomoya Uchida 25’                                                        | Marcatori    | 2’ 34’ Frode Johnsen |                |                              |

| Kashima 15 novembre 2008, ore 13:00 UTC+9 | Kashima Antlers | 3 – 4 (d.t.s.) referto                                                     | Shimizu S-Pulse | Kashima Stadium (5.158 spett.) |
| \| \| \| \| \| Chikashi Masuda 28’ Marquinhos 50’ Marcinho 114’ \| Marcatori \| 17’ Akihiro Hyōdō 80’ Masaki Yamamoto 104’ Takuma Edamura 119’ Kazuki Hara \| |                 |                                                                            |                 |                                |
| |                 |                                                                            |                 |                                |
| Chikashi Masuda 28’ Marquinhos 50’ Marcinho 114’ | Marcatori       | 17’ Akihiro Hyōdō 80’ Masaki Yamamoto 104’ Takuma Edamura 119’ Kazuki Hara |                 |                                |

| Tottori 15 novembre 2008, ore 13:00 UTC+9                                                                        | Albirex Niigata | 2 – 3 referto                                     | FC Tokyo | Tottori Soccer Stadium (3.211 spett.) |
| \| \| \| \| \| Marcio 6’ Kazuhiko Chiba 21’ \| Marcatori \| 31’ Emerson 53’ Shingo Akamine 62’ Yōhei Kajiyama \| |                 |                                                   |          |                                       |
| |                 |                                                   |          |                                       |
| Marcio 6’ Kazuhiko Chiba 21’                                                                                     | Marcatori       | 31’ Emerson 53’ Shingo Akamine 62’ Yōhei Kajiyama |          |                                       |

| Toyama 15 novembre 2008, ore 13:00 UTC+9   | Kashiwa Reysol | 1 – 0 referto | Kyoto Sanga | Toyama Athletic Recreation Park Stadium (5.023 spett.) |
| \| \| \| \| \| Popo 63’ \| Marcatori \| \| |                |               |             |                                                        |
|                                            |                |               |             |                                                        |
| Popo 63’                                   | Marcatori      |               |             |                                                        |

| Isahaya 15 novembre 2008, ore 13:00 UTC+9                                | Kawasaki Frontale | 0 – 2 referto                          | Sanfrecce | Nagasaki Sports Park Stadium (4.858 spett.) |
| \| \| \| \| \| \| Marcatori \| 33’ Toshihiro Aoyama 57’ Kōji Morisaki \| |                   |                                        |           |                                             |
|                                                                          |                   |                                        |           |                                             |
|                                                                          | Marcatori         | 33’ Toshihiro Aoyama 57’ Kōji Morisaki |           |                                             |

### Quarti di finale
| Tosu 20 dicembre 2008, ore 13:00 UTC+9                                                               | Sagan Tosu | 1 – 3 referto                                      | Yokohama F. Marinos | Tosu Stadium (9.656 spett.) |
| \| \| \| \| \| Koji Hirose 23’ \| Marcatori \| 26’ Yūji Nakazawa 44’ Yūzō Kurihara 89’ Kenta Kanō \| |            |                                                    |                     |                             |
| |            |                                                    |                     |                             |
| Koji Hirose 23’                                                                                      | Marcatori  | 26’ Yūji Nakazawa 44’ Yūzō Kurihara 89’ Kenta Kanō |                     |                             |

| Arbitro: | Toshimitsu Yoshida |

|                             |           |                    |
| Lucas 13’ Sōta Nakazawa 22’ | Marcatori | 70’ Keita Sugimoto |

| Sendai 20 dicembre 2008, ore 13:00 UTC+9                                      | Shimizu S-Pulse | 1 – 2 referto          | FC Tokyo | Sendai Stadium (8.051 spett.) |
| \| \| \| \| \| Kazumichi Takagi 25’ \| Marcatori \| 49’ 50’ Shingo Akamine \| |                 |                        |          |                               |
|                                                                               |                 |                        |          |                               |
| Kazumichi Takagi 25’                                                          | Marcatori       | 49’ 50’ Shingo Akamine |          |                               |

| Okayama 20 dicembre 2008, ore 15:00 UTC+9                                                            | Kashiwa Reysol | 3 – 2 (d.t.s.) referto | Sanfrecce | Momotaro Stadium (8.531 spett.) |
| \| \| \| \| \| Masahiro Koga 3’ Minoru Suganuma 13’ França 99’ \| Marcatori \| 6’ 26’ Hisato Satō \| |                |                        |           |                                 |
| |                |                        |           |                                 |
| Masahiro Koga 3’ Minoru Suganuma 13’ França 99’                                                      | Marcatori      | 6’ 26’ Hisato Satō     |           |                                 |

### Semifinali
| Tokyo 29 dicembre 2008, ore 15:00 UTC+9                | Yokohama F. Marinos | 0 – 1 (d.t.s.) referto | Gamba Osaka | National Stadium (19.843 spett.) |
| \| \| \| \| \| \| Marcatori \| 117’ Masato Yamazaki \| |                     |                        |             |                                  |
|                                                        |                     |                        |             |                                  |
|                                                        | Marcatori           | 117’ Masato Yamazaki   |             |                                  |

| Fukuroi 29 dicembre 2008, ore 13:00 UTC+9                                        | FC Tokyo  | 1 – 2 referto               | Kashiwa Reysol | Shizuoka Stadium (12.458 spett.) |
| \| \| \| \| \| Tatsuya Suzuki 31’ \| Marcatori \| 68’ França 88’ Tadanari Lee \| |           |                             |                |                                  |
|                                                                                  |           |                             |                |                                  |
| Tatsuya Suzuki 31’                                                               | Marcatori | 68’ França 88’ Tadanari Lee |                |                                  |

### Finale
| Arbitro: | Yūichi Nishimura |

|                  |           |  |
| Ryūji Bando 116’ | Marcatori |  |